# 伊太祁曾神社
34°12′05″N 135°15′00″E / 34.201389°N 135.25°E
伊太祁曾神社（日语：／ Itakiso-Jinja */?）是日本和歌山縣和歌山市伊太祈曾的神社，社格是名神大社、紀伊國一宮、官幣中社和別表神社，祭神是五十猛命，神宮寺是原本位於神社以南的真言宗寺院興德院以及與奧宮丹生神社接壤的傳法院。氏子方面，根據《日本社寺大觀》記載是770戶，《神社名鑑》稱是800戶，《全國神社名鑒》和《式內社調查報告》均指是一千戶，氏子地區是東山東地區以及西山東地區，《神社名鑑》和《全國神社名鑒》也同時指出神社有一萬名崇敬者。文化財方面，神社境內的伊太祁曾神社1號墳是和歌山市指定史跡。此外，參拜伊太祁曾神社、日前神宮與國懸神宮和竈山神社稱為三社參拜。

## 位置與名稱
根據《紀伊續風土記》記載，神社原本位於秋月，垂仁天皇16年後遷至山東亥之森。和銅6年，神社從山東亥之森遷至其西北約500米的現址。神社地處的山丘稱為常磐山，以北是和田川、伊太祈曾站和熊野古道。行政區劃方面，神社原屬紀伊國名草郡山東莊，後為伊太祈曾村、西山東村和海草郡西山東村，大字是伊太祈曾，小字方面，《官國幣社特殊神事調》稱是西谷，則指是常磐山。
神社官方指伊太祁曾的名稱源於祭神五十猛命（イタケルノミコト）植樹有功而稱為有功神（いさおしのかみ）而來，加上五十猛命又稱為Itate之神，因此有說法認為這分別演變成Itakeisao（イタケイサオ）和Itateisao（イタテイサオ），在簡化後變成伊太祁曾（イタキソ，Itakiso）。而且，神社與所在地的發音與寫法均不同，「太」字發音分別是和，神社名稱採用「祁」字，地名則是「祈」。對此，志賀剛主張「許」字才是正寫，這是由於「許曾」是神社的古稱，例如河內國的阿麻美許曾神社和攝津國的比賣許曾神社等等，而且兩者均是乙類假名，符合音韻的規定，「祁」本身則是甲類假名，與乙類假名的「曾」不搭。加上，「祁」和「許」在草書中非常相似，容易造成筆誤，因此主張「祁」字是錯寫。

## 歷史
神社的創建時期不明，不過根據《先代舊事本紀》記載，伊太祁曾三神便被稱為「紀伊國造齋祠神」。垂仁天皇16年，神社將社地讓給日前神宮與國懸神宮後遷至山東亥之森。根據《續日本紀》大寶2年2月22日（702年3月24日）條記載，伊太祁曾三神分靈，僅五十猛命留在伊太祁曾神社，大屋津姬命分靈至大屋都姬神社，抓津姬則是都麻都比賣神社或高積神社。和銅6年10月9日（713年11月1日），根據《寬永記》記載，神社遷至現址。大同元年（806年），根據收錄於《新抄格敕符抄》內的牒記載，神社當時有神封54戶，在紀伊國內僅次於國懸神宮的60戶以及日前神宮的56戶，如果連同增封的12戶的話則是紀伊國內神封最多的神社。
嘉祥3年10月8日（850年11月15日），根據《日本文德天皇實錄》記載，神社獲敘從五位下神階，同年10月20日（11月27日）朝廷派遣紀貞守前往神社傳達此事。天安3年正月27日（859年3月5日），根據《日本三代實錄》記載，神社的神階升至從四位下，元慶7年12月28日（884年1月29日）再升至從四位上。延喜6年2月7日（906年3月4日），根據《日本紀略》記載，神社的神階升至正四位上，《紀伊國神名帳》則記載為正一位勳八等。此外，根據《令集解》記載，神社有份舉行相嘗祭。在《延喜式神名帳》中，神社是紀伊國13座名神大社之一，並且同時舉行月次祭、相嘗祭和新嘗祭。一宮方面，根據收錄於《伊太祁曾神社文書》內的久安4年（1148年）10月的《伊太祁曾神社神樂免田注文》記載有「紀伊國一宮」，這是神社作為一宮在文獻上首次有記載，不過相對地寬喜4年3月15日（1232年4月7日）的《關白九條道家下文》則稱神社是「當國第二社」。除了伊太祁曾神社外，日前國懸神宮以及丹生都比賣神社均被視為紀伊國一宮。
永承4年8月21日（1049年9月20日），根據收錄於《九條家本延喜式》卷八紙背文書內的《名草郡郡許院收納米帳》記載，神社的社田達3反240步（約3768.6平方）。嘉承2年正月25日（1107年2月19日），根據收錄於《又續寶簡集》內的《官宣旨案》記載，名草郡由於寺社領不斷增加而導致公地不足，伊太祁曾神社也被點到名，僅次於日前國懸神宮，排在第三位。正平8年（1353年，文和2年），神社獲後村上天皇頒發綸旨，奉命祈禱。天正13年（1585年），根據《紀伊續風土記》記載，神社的社領在羽柴秀吉發動紀州征伐時被沒收，其後社殿由羽柴秀長重建，並且獲寄進神田。天正15年（1587年）6月，根據收錄於《伊太祁曾神社文書》內的《森明次屋敷等寄進狀》記載，神社的神職獲森明次寄進屋敷地和下地1町1反（約10909.09平方）。其後根據《紀伊續風土記》記載，神社在淺野幸長入主紀州後獲寄進5石。寬永14年（1637年），根據《南紀德川史》記載，神社獲紀州德川家以祭禮費用名義寄進伊太祈曾村內4石，及後再加增20石。享保6年10月17日（1721年12月5日），神社獲江戶幕府將軍德川吉宗奉納真御太刀和御馬代。
1885年4月22日，神社獲列為國幣中社，1918年9月21日升至官幣中社。1934年，神社受到颱風吹襲，導致社殿嚴重損毀，不過獲內帑以及內務省施工重建，最終於1937年3月完工。1948年9月30日，神社本廳制定「幹部和職員去留相關規定」（役職員進退に関する規程，《規程第15號》），神社列於其中第五條提到的「記載於別表的神社」（別表に掲げる神社）之內，即別表神社。1962年、1971年和1977年，神社在昭和天皇到訪和歌山縣時均獲賜幣饌料。1997年和2012年，神社在天皇明仁到訪和歌山縣時也獲賜幣饌料，2002年舉行鎮座1300年式年和奉幣祭時也獲其下賜幣帛料。

## 境內
- 本殿
- 左脇宮
- 右脇宮
- 拜所

神社境內面積達33000平方米，本殿佔地28平方米，寬2間6尺（約5.45），長2間4尺（約4.85），供奉有五十猛命，兩旁建有佔地7平方米的脇殿，寬7尺8寸（約2.36），長7尺3寸（約2.21），左右分別供奉有五十猛命之妹大屋津姬命和都麻津姬命，統稱為伊太祁曾三神。本殿、脇殿和佔地78平方米的拜殿均為檜皮葺屋頂，其中本殿和脇殿的建築風格同為流造。
- 左邊是蛭子神社
右邊是氣生神社
- 櫛磐門戶神社

境內社有氣生神社、祇園神社、蛭子神社、櫛磐門戶神社和御井社。氣生神社以五十猛命的荒魂為祭神，相對地本殿供奉的則是其和魂。祇園神社以五十猛命之父須佐男神為祭神。蛭子神社從明治時合祀有附近22座神社。櫛磐門戶神社以櫛磐間戶神和豐磐間戶神為祭神。御井社以水神和井神為祭神，在其前方有一口井，其中的井水稱為「生命之水」（いのちの水），據說當病人飲用生命之水後便會變得精力充沛。境外飛地社則有位於神社舊址亥之森的三生神社以及奧宮丹生神社，境內面積分別是1000平方米和3000平方米。

## 祭事
| 日供祭（每天） 月次祭（1月以外每月1日） 月次祭（奧宮，1月13日、1月和10月以外每月15日） |                                                                                         |     |                                                                                                  |      |                                                                                              |
| 1月                                                                                    | 歲旦祭（1月1日） 元始祭（1月3日） 卯杖祭（粥占神事，1月14日） 卯杖祭（本殿祭，1月15日） | 5月 | 蛭子神社例祭（5月1日）                                                                           | 9月  | 秋季皇靈祭遙拜式（秋分之日）                                                                 |
| 2月                                                                                    | 紀元祭（2月11日） 祈年祭（2月19日） 天長祭（2月23日）                                   | 6月 | 門宮祭（6月1日） 大祓（6月30日）                                                                 | 10月 | 御井社祭（10月1日） 例祭（10月15日） 神幸祭（10月15日之後的星期日） 神嘗祭遙拜式（10月17日） |
| 3月                                                                                    | 春季皇靈祭遙拜式（春分之日）                                                            | 7月 | 夏季祭（7月10日） 祇園祭（舊曆6月7日） 茅輪祭（初次穿越神事，7月30日） 茅輪祭（本殿祭，7月31日） | 11月 | 亥之森祭（舊曆10月第一個亥日） 新嘗祭和大麻開始派發祭（11月23日）                            |
| 4月                                                                                    | 木祭（4月第一個星期日） 昭和祭（4月29日）                                               | 8月 | —                                                                                                | 12月 | 冬季祭（12月10日） 氣神祭和氣神講講社祭（12月12日） 大祓（12月31日） 除夜祭（12月31日）      |

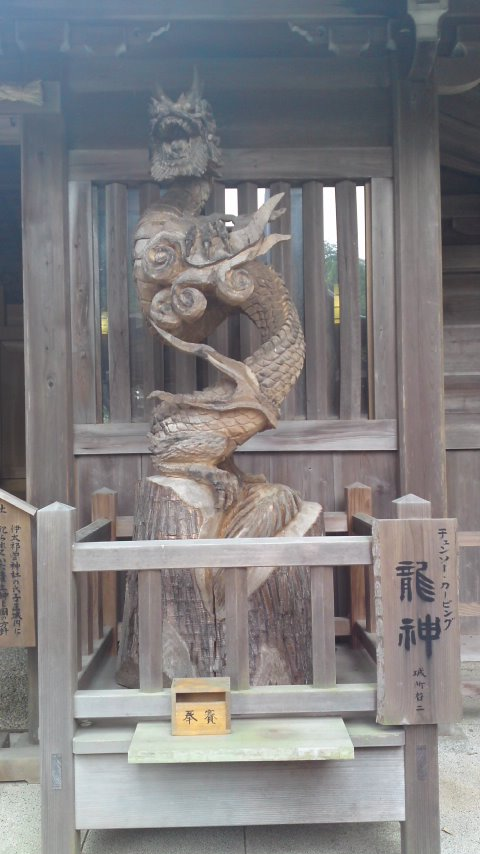
電鋸雕刻

卯杖祭是結合厄除、粥占和祈求該年身體健康的祭事，在14日晚上煮小豆粥，然後把竹筒放進粥內，並且以粥剩餘多少來預測農作物是否豐收。作為粥占對象的稻苗達17種，其他的農作物也有14種，需時約一小時，竹筒則供奉於本殿。15日早上劈開竹筒，從而確認結果，並且將竹筒在供奉至本殿後放置於割拜殿，讓信眾也能夠確認。上午10時舉行本殿祭，以卯杖來進行厄除。在本殿祭結束後，向信眾派發粥占用的小豆粥，推測是迎合在小正月吃小豆粥會身體健康的傳統而來。1月15日也是成人之日，神社在第二次世界大戰以前作為成人儀禮曾經舉行裸參，紀之川一帶的居民在成年時會從布施屋站越過矢田峠前來參拜，全身僅穿下帶。昭和50年代時，這項儀式曾經伴隨慢跑熱潮而再度舉行，改為穿上慢跑用褲子，並且腰纏注連繩前往神社參拜，不久後停辦。其後，山東社區營造會以「紀州和山東裸詣」的名義再次舉行裸參，改從四季之鄉公園出發前往神社參拜，參加者均半裸上身，並且腰纏注連繩，在接受祓後啟程，在抵達神社後將注連繩綁在拜殿旁邊的杉樹，以祈求該年身體健康。 
木祭是為了感謝樹木帶來恩惠的祭事，在上午11時於本殿舉行，結束後由神社安排崇敬會常磐會的會員參加直會。木祭當天也會舉行青空市，販賣筍和木製品，亦有由城所啓二奉納的電鋸雕刻以及以和歌山木材協同組合為中心的有志者奉納的撒餅。茅輪祭相當於夏越的大祓，信眾先將自己的名稱寫在人形上，並且撫摸人形的身體，然後吹氣，從而將罪孽轉移至人形，最後在穿過大茅圈後將人形供奉至祭壇來進行參拜。參拜過後，信眾會獲贈小茅圈，據傳將其掛在玄關的話可以保祐一家在該年身體健康。下午6點舉行初次穿越神事，由宮司向信眾奏上大祓詞，從而將信眾的罪孽轉移至人形，其後由宮司解開大茅圈的注連繩，宮司、祭員以及氏子總代等個別信眾會率先三度穿過大茅圈，一般信眾則僅隨其後，眾人在穿過大茅圈會向供奉於祭壇的祓戶大神行拜禮。本殿祭在翌日上午11點舉行，為拜祭本殿祭神的祭典，由氏子總代等人列席，氏子和崇敬者也可以參加。此外，在30日時也會舉行奉納卡啦OK大會，主要邀請來自和歌山縣的歌手前來獻唱，31日則會舉行兒童民謠和心算大會等各種活動。在為期兩天的茅輪祭期間，各種屋台會在徬晚起於一之鳥居外的參道擺攤，也有敬神婦人繡球花會舉辦的青竹流水素麵。
例祭由氏子總代作為氏子地區代出席，並且在上午10點於本殿舉行儀式，其後前往奧宮參拜後返回神社舉行直會。根據江戶時代的文獻記載，神社與須佐神社會在各自的例祭舉行時，派神馬前往參加，現在則改為各自的總代前往參拜對方的神社。以前，在例祭時也會舉行神幸祭，不過礙於近年人手不足而改為在10月15日之後的星期日舉行，10月15日剛好是星期日的話則會如期舉行。上午11點，一行人開始集合，在正午接受祓後前往丹生神社，以猿田彥為首，由下年為本厄的男性負責扮演，由於猿田彥是開路之神，因此也蘊含替其本厄開路的意思。雌雄獅頭緊隨其後，由於有被獅子噬咬頭部後能夠保祐人們在該年身體健康的說法，因此沿路也會有人故意走近讓獅子咬自己。此外，隊伍中也有弓、翳和四神旗等威儀物，由快將上小學的小孩組成的稚兒隊列則會從神社目送神輿直至縣道的交叉點。由於神社有三名祭神，因此神輿也有三座，在抵達奧宮後舉行奧宮祭，並且稍作休息。回程時一行人會前住四季之鄉公園，公園的職員也會前來迎接。其後，沿路返回神社後舉行還幸祭。最後，眾人一同參加直會直至通宵達旦。另外，在例祭和神幸祭期間均有兒童神輿，由男孩負責抬神輿，女孩則拉曳被稱為華車的山車。

## 註解
1. ↑  東山東地區即平尾、鹽之谷、明王寺、矢田、木枕、永山、山東中、大河內、南畑、黑岩和黑谷，西山東地區則是境原、頭陀寺、吉里、奧須佐、口須佐南、口須佐北和伊太祈曾[6]。
2. ↑  秋月現為和歌山市秋月（日语：宮村 (和歌山県)）[9]。

## 外部連結
- . 伊太祁曾神社.   [2023-05-07]. （原始内容存档于2023-06-26） （日语）.
- 的Facebook專頁（日語）
- 的X（前Twitter）（日語）
- 的TikTok（日語）
- . 和歌山縣神社廳.   [2023-05-07]. （原始内容存档于2023-05-04） （日语）.
- . 和歌山縣觀光聯盟.   [2023-05-07]. （原始内容存档于2023-05-08） （日语）.
- . 和歌山市.   [2023-05-07]. （原始内容存档于2023-05-07） （日语）.
- . 全國一之宮巡拜會.   [2023-05-07]. （原始内容存档于2023-05-08） （日语）.